# Halowe Mistrzostwa Europy w Lekkoatletyce 1972 – sztafeta 4 × 1 okrążenie kobiet
Sztafeta 4 × 1 okrążenie kobiet – jedna z konkurencji biegowych rozgrywanych podczas halowych lekkoatletycznych mistrzostw Europy w hali Palais des Sports w Grenoble. Rozegrano od razu bieg finałowy 11 marca 1972. Długość jednego okrążenia wynosiła 180 metrów. Zwyciężyła reprezentacja Republiki Federalnej Niemiec. Tytułu z poprzednich mistrzostw nie broniła sztafeta Związku Radzieckiego.

## Rezultaty

### Finał
Rozegrano od razu bieg finałowy, w którym wzięły udział 3 sztafety.

Opracowano na podstawie materiału źródłowego.
| Miejsce | Reprezentacja | Zawodniczki                                                                | Czas   |
| ------- | ------------- | -------------------------------------------------------------------------- | ------ |
| 1       | RFN           | Elfgard Schittenhelm, Christine Tackenberg, Annegret Kroniger, Rita Wilden | 1:24,1 |
| 2       | Francja       | Michèle Beugnet, Christiane Marlet, Claudine Meire, Nicole Pani            | 1:27,6 |
| 3       | Austria       | Christa Kepplinger, Maria Sykora, Carmen Mähr, Monika Holzschuster         | 1:29,5 |